# Theodor Blätterbauer
Theodor Blätterbauer, właśc. Theodor Bernard Rudolf Blätterbauer (ur. 24 grudnia 1823 w Bolesławcu, zm. 30 czerwca 1906 w Legnicy) – śląski malarz, rysownik, rytownik i ilustrator. 

## Życiorys
Jego rodzicami byli Jan Norbert Blätterbauer czeski kupiec z Vodňan oraz Dorota z domu Seidel, córka urzędowego aktuariusza z Żagańca, urodzona w Bolesławcu. Wkrótce po urodzeniu się Teodora rodzice rozstali się, jednak ojciec łożył na utrzymanie syna. Pierwsze 5–6 lat życia spędził on pod opieką matki i babki w Żagańcu, po czym został wysłany do krewnych w Kostrzynie. Po kolejnych pięciu latach przeniesiono go do szkoły w Horšowskym Týnie (k. Pilzna), gdzie dodatkowo na lekcjach prywatnych uczył się rysunku.
W 1835 r. Teodor i rodzice zamieszkali w Libercu. Ojciec wynajął mieszkanie dla syna z matką, sam zaś mieszkał w farbiarni, gdzie pracował na stanowisku buchaltera (księgowego). W tym czasie Teodor Blätterbauer uczył się malarstwa u miejscowego portrecisty, a podczas wspólnych wycieczek z rodzicami malował w plenerze.
Wkrótce matka rozstała się z ojcem ostatecznie i wraz z synem przeniosła się do krewnych w Gaworzycach (k. Polkowic). Stąd Teodor Blätterbauer został posłany do Frankfurtu nad Odrą, aby ukończyć ostatni rok szkoły. Po powrocie, matka oddała go na naukę budowy instrumentów muzycznych do rzemieślnika w Głogowie. Młody Blätterbauer wytrzymał tam zaledwie miesiąc. Koniecznie chciał zostać malarzem, ale tymczasem, w latach 1832–1842, musiał pracować u introligatora, gdzie przy okazji miał możliwość wykonywania kopii ilustracji oprawianych książek.

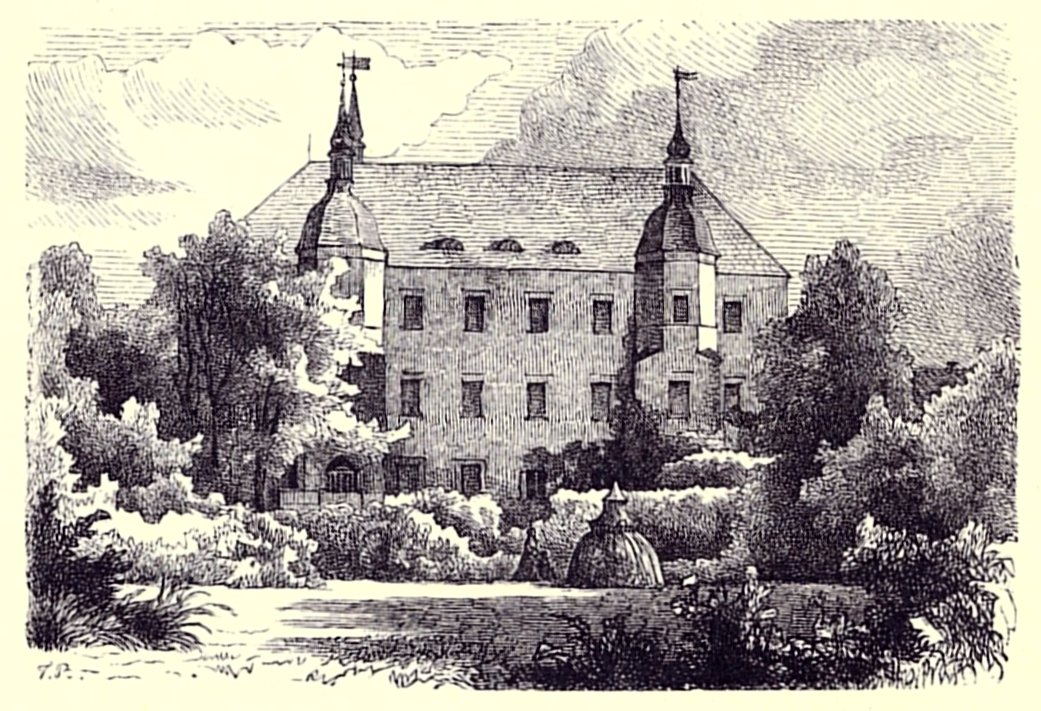
Kliczków według Th. Blätterbauera

W latach 1843–1844 Teodor Blätterbauer odbył służbę wojskową, aby nie wyjść z wprawy malował oficerów oraz ich portrety ślubne. Dzięki finansowemu wsparciu ojca, w latach 1845–1846, ponieważ formalnie nie został przyjęty na akademię, jako wolny słuchacz – samouk studiował malarstwo w Monachium. Pod koniec 1846 r. udał się w podróż na Węgry. W następnym roku z Węgier wyjechał do Turcji, następnie do Wiednia, Salzburga, a stamtąd powrócił do Monachium. Po drodze malował i rysował, częściowo utrzymując się ze sprzedaży swoich prac. Przebywał w Monachium od czerwca do września 1847, po czym wrócił na Śląsk. W latach 1848–1849 ponownie studiował na Akademii Sztuk Pięknych w Monachium. Jego nauczycielami byli Raps, Stademann oraz Julius Lange. Po studiach wrócił do Głogowa.
Teodor Blätterbauer w 1853 r. na Akademii Budowlanej w Berlinie otrzymał tytuł nauczyciela rysunku i od 1 kwietnia 1854 r. objął posadę nauczyciela rysunku w Królewskiej Akademii Rycerskiej w Legnicy. 17 kwietnia 1854 r. ożenił się z wdową mającą dwóch synów z poprzedniego małżeństwa, córką właściciela hotelu w Głogowie Petermanna. Od 1 czerwca podjął się dodatkowo nauczania rysunku odręcznego, modelowania oraz kaligrafii w prowincjonalnej szkole rzemieślniczej w Legnicy. Pracował tam aż do lat 70., a ponadto dawał prywatne lekcje.
W okresie wakacji i ferii w celach poznawczych często wyjeżdżał w towarzystwie żony lub starszego pasierba. Najchętniej uprawiali pieszą turystykę górską. W 1863 r. udał się do Düsseldorfu, aby zapoznać się z metodami pracy tamtejszej szkoły artystycznej, a przy okazji odbył podróż po Renie. W następnych latach zwiedzał Bawarię, Alpy Tyrolskie oraz Szwajcarię. W 1878 r. przebywał w Istrii i Wenecji. W 1881 r. odwiedził Rzym, Neapol i oglądał Wezuwiusza. W 1891 r. oraz 1893 r. podróżował po Chorwacji. Najwięcej jednak czasu spędzał na Śląsku i w Wielkim Księstwie Poznańskim. Ze wszystkich podróży przywoził wiele szkiców i rysunków, które dopracowywał po powrocie, w domu.
Legnickie Stowarzyszenie Miłośników Sztuki w 1897 r. zorganizowało wystawę prac Teodora Blätterbauera. Do tego czasu był on mało znanym w lokalnym środowisku malarzem, gdyż swoje obrazy dotychczas posyłał daleko, na wystawy do Wrocławia, Berlina, Lipska, Hamburga, Antwerpii. U nabywców szczególnym powodzeniem cieszyły się jego wielkoformatowe przedstawienia pejzaży górskich.
16 marca 1898 r. T. Blätterbauer uzyskał tytuł profesora. W 1904 r. Legnickie Stowarzyszenie Miłośników Sztuki zorganizowało kolejną wystawę jego prac. W 1905 r. profesor doznał udaru mózgu i częściowego paraliżu. W ramach wsparcia miasto Legnica zakupiło 20 akwarel, a Legnickie Towarzystwo Miłośników Sztuki, którego Blätterbauer został honorowym członkiem, zakupiło 108 rysunków i akwarel. Artysta w następnym roku zmarł.
Po jego śmierci zakupiono i przyjęto w darze wiele prac i zorganizowano w Legnicy, w jednej z sal ratusza, jemu poświęcone muzeum. Pozostała, większa część, dzieł trafiła do Śląskie Muzeum Rzemiosła Artystycznego i Starożytności we Wrocławiu. Jego prace wystawiono też w Jeleniej Górze, Bolesławcu oraz w drezdeńskim muzeum miedziorytniczym. Wskutek II wojny światowej, z kilku tysięcy tych prac, pozostało do dziś niewiele.

## Twórczość dotycząca Polski

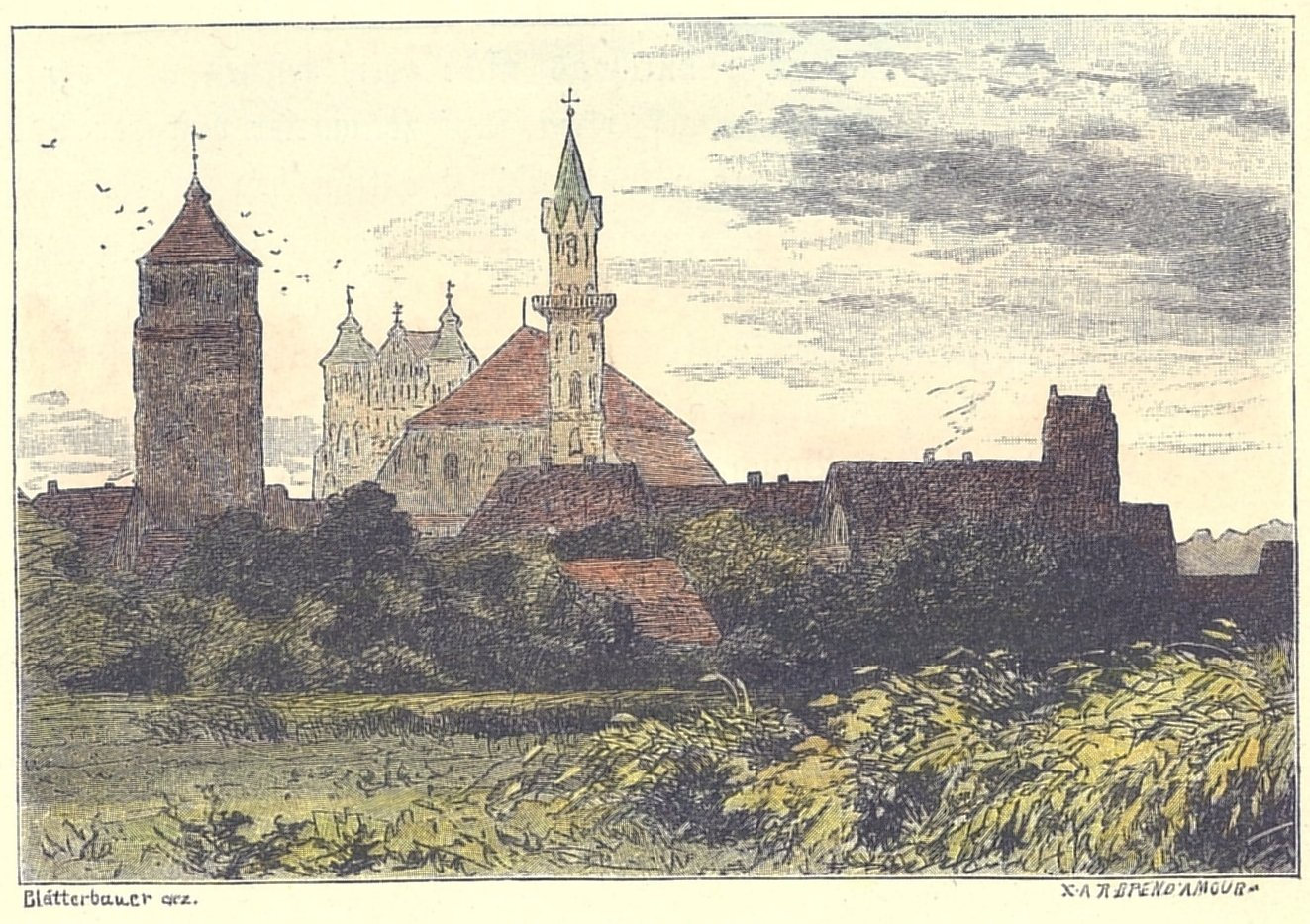
Góra według Th. Blätterbauera

Teodor Blätterbauer największe powodzenie miał jako pejzażysta (akwarela), jednak wykonywał także projekty budowlane, rysunki, drzeworyty, staloryty, litografie, miedzioryty. Najliczniej zachowały się książkowe ilustracje. Jego ilustracje zawierają następujące dzieła:
- Alexander Duncker, Die landlichen Wohnsitze, Schlösser und Residenzen der ritterschaftlichen Grundbesitzer in der preussischen Monarchie, nebst den königlichen Familien-, Haus-, Fideicomiss und Schatüllgütern. In naturgetreuen, künstlerisch ausgeführten, farbigen Darstellungen, nebst begleitendem Text. Herausgegeben von Alexander Duncker, Hofbuchhändler seiner Majestät des Königs. Berlin. Verlag von Alexander Duncker.

Dzieło ukazywało się od 1853 do 1886 r. Blätterbauer opracowywał w nim ilustracje dotyczące Śląska i Wielkiego Księstwa Poznańskiego.
- Hermann Luchs Schlesische Fürstenbilder des Mittelalters, Breslau 1872.

Tu 17 tablic oraz dwa kolorowe rysunki z datą 1868 przygotował Blätterbauer.
- Franz Schroller, Schlesien. Eine Schilderung des Schlesierlandes. Erster Band mit 44 Stahlstichen und 51 Holzschnitten von Theodor Blatterbauer. Glogau 1885. Zweiter Band mit 27 Stahlstichen und 55 Holzschnitten von Theodor Blatterbauer. Glogau 1887. Dritter Band mit 10 Stahlstichen und 46 Holzschnitten von Theodor Blatterbauer. Glogau 1888.

Dzieło F. Schrollera zostało wydane w oficynie sławnego, zwłaszcza z wydań map, Carla Flemminga z którym Blätterbauer pozostawał w przyjaźni przez wiele lat.
5 listopada 1875 r. Blätterbauer otrzymał od cesarza Wilhelma I zaproszenie do uwiecznienia parady odbywającej się na dziedzicu zamku w Legnicy. Przygotował album widoków zamków z poznańskiego, wręczony na pożegnanie generała Kirchbacha w 1878 r. Z okazji ślubu córki księcia von Pless (10 września 1881 r.) również jako prezent powstał album z widokami Pszczyny oraz zamku myśliwskiego. Malował zamek w Legnicy oraz we Wrocławiu z polecenia ministra Friedenthala jako prezent na srebrne wesele następcy tronu Fryderyka Wilhelma (1883 r.). Około 110 rysunków poświęcił Legnicy i jej okolicom. Kilka prac powstało jako protest przeciw planom rozbiórki starych umocnień miasta. Zachowało się także kilka żartobliwych rysunków przygotowanych w prezencie dla przyjaciół.
Artysta część miedziorytów przygotował sam. Można na ich przykładzie podziwiać precyzję i staranność, z jaką wyrytował każdą chmurkę i źdźbło trawy. Miał pewną rękę i pracował szybko. Tam, gdzie nie rytował sam, zostawiał na projektach dokładane wskazówki, co, jak grubo i jakim kolorem wykonać oraz skąd ma padać światło. Z zachowanych stalorytów przygotowanych według jego projektów 67 przygotował Kaspar Ulrich Huber, 11 Georg Pommer oraz 3 Gustaw H. Brinckmann.
Blätterbauer swoje prace podpisywał inicjałami T. B., Th. B. lub nazwiskiem. Podpis lubił wykonywać tak, że litery T. B. odbijały się na czarno a reszta nazwiska na biało. Do wykonania drzeworytów sztorcowych używał drzewa akacjowego i bukszpanowego.
Teodor Blätterbauer dziś jest uważany za malarza romantycznego. Romantyzm jego przedstawień jest jednak efektem ubocznym maniery polegającej na precyzyjnym przedstawianiu istniejących obiektów, miast, zamków, kościołów, ruin w otoczeniu plastycznie pokazanej przyrody, spowitej nastrojową mgiełką nieokreśloności i tajemniczości. Na jego pracach nie widać zachodzących na Śląsku zmian spowodowanych industrializacją – wszędzie natura, cisza, spokój i ludzie w bogatych strojach, brak miejsca dla ubogich. Wyjątkiem, wyraźnie wykonanym wbrew sobie, są zamieszczone w 3. tomie Schorera przedstawienia kopalni węgla w Bytomiu, Huty Królewskiej w Gliwicach oraz walcowni w Antonien-Hütte.
Współcześnie Teodor Blätterbauer oceniany jest jako artysta raczej średniej klasy, jednak wielka dokumentalna wartość jego dzieł jest niekwestionowana.